# Capron (Oklahoma)
Capron es un pueblo ubicado en el condado de Woods, Oklahoma, Estados Unidos. Según el censo de 2020, tiene una población de 27 habitantes.

## Geografía
La localidad está ubicada en las coordenadas 36°53′48″N 98°34′39″O / 36.89667, -98.57750 (36.896662, -98.577622).

## Demografía
Según la Oficina del Censo, en 2000 los ingresos medios por hogar en la localidad eran de $24,250 y los ingresos medios por familia eran de $23,750. Los hombres tenían unos ingresos medios de $22,500 frente a los $16,250 para las mujeres. La renta per cápita para la localidad era de $11,156. Alrededor del 15.6% de la población estaban por debajo del umbral de pobreza.